# Etienne Effremov
Pour les articles homonymes, voir Efremov.
Etienne Effremov, ou Efrémov, alias J. Rivet, est un peintre et officier franco-russe du XXe siècle.

## Biographie

### Vie en Russie
Noble russe, Etienne Effremov perd ses terres avec la révolution bolchevik. Il est officier cosaque de l’armée blanche et combat les bolcheviks dans l’armée du Grand Duc. 
En Russie, la propriété d’Effremov s’étend sur une immense province ; il lui faut huit journées de troïka pour atteindre la gare la plus proche. Avant la révolution bolchevik, il élève des chevaux, s’appliquant à réaliser lui-même leur stud-book. C’est d’ailleurs par la peinture des équidés qu’il débute. Il peint plus tard de des chasses au renard avec des chiens barzoï, dans le style de Boris Riabouchine, un autre peintre russe qui signait Riab.

### Vie en France
Il vit à Paris dans une chambre d’hôtel sordide. Quand il n’avait plus le sou, il se réfugiait dans les dortoirs de la cathédrale Saint-Alexandre-Nevsky près de la place des Ternes. Fréquentant les expositions du concours hippique du Grand-Palais, il y rencontre Eugène Leliepvre dans les années 1930 via M. Moreau et dîne souvent chez les Leliepvre.

### L’artiste
Il met à profit ses talents de peintre de chevaux et de chiens qu’il signe souvent Rivet ou J. Rivet. Très bon graveur, il reproduit pour Ducher et Mathieu, marchand de gravures au 35 avenue de l’Opéra, deux aquarelles d’Eugène Leliepvre représentant des canards sauvages avant de travailler longtemps pour la galerie Madsen, sise au 374 rue Saint-Honoré. Il enseigne la technique de la gravure à Eugène Leliepvre.

## Sources
- http://www.eugeneleliepvre.com Eugène Leliepvre, Une vie de peinture, Philophil, Paris, 2007, Sylvie Leliepvre Botton